# Caribbomerus charynae
Caribbomerus charynae là một loài bọ cánh cứng trong họ Cerambycidae.